# Dragnet (Album)
Dragnet ist das zweite Studioalbum der englischen Rock-Band The Fall. Es wurde am 26. Oktober 1979 auf dem Label Step-Forward veröffentlicht.

## Hintergrund
Das Album wurde vom 2. bis zum 4. August 1979 aufgenommen – weniger als acht Monate nach seinem Vorgänger und ersten Album Live at the Witch Trials. Mark E. Smith und Marc Riley blieben von der Besetzung des Debütalbums der Gruppe übrig, wobei Riley nun Gitarre statt Bass spielte. Mit Dragnet stiegen Gitarrist Craig Scanlon und Bassist Steve Hanley in die Band ein, beide erst 19 Jahre alt, die ein wichtiger Bestandteil von The Fall bis in die Mitte der 90er sein sollten. Es ist das einzige Studioalbum der Band mit Schlagzeuger Mike Leigh.
Die Texte des Albums enthalten einige Referenzen auf die Musikindustrie. Zwei der Stücke, Printhead und Your Heart Out, enthalten Zitate oder Umschreibungen von Rezensionen der Live-Auftritte der Band. Der Titel des Stücks Dice Man stammt von Luke Rhineharts Roman The Dice Man.
Das Album hat eine unfertige Produktion, was von Riley als gewollter Kontrast zum klaren Sound des Vorgängers Live at the Witch Trials beschrieben wurde. Es war das letzte der Gruppe auf dem Label Step-Forward, da sie in den frühen 1980ern bei Rough Trade Records unterschrieb.

## Titelliste
1. Psykick Dancehall (Mark E. Smith, Marc Riley)
2. A Figure Walks (Smith)
3. Printhead (Smith)
4. Dice Man (Smith, Riley, Craig Scanlon)
5. Before the Moon Falls (Mike Leigh, Scanlon, Riley, Steve Hanley, Smith)
6. Your Heart Out (The Fall)
7. Muzorewi’s Daughter (Smith, Kay Carroll)
8. Flat of Angles (Leigh, Scanlon, Riley, Hanley, Smith)
9. Choc-Stock (The Fall)
10. Spectre Vs. Rector (Smith, Leigh, Scanlon)
11. Put Away (Smith)

## Kritiken
Das Album wurde bei Allmusic etwas schlechter als das Vorgängeralbum Live at the Witch Trials bewertet. Im Musikexpress wurde es zusammen mit dem ersten Album besprochen (drei Sterne). Das Touch-and-Go-Fanzine stellte heraus, dass sich der Klang der Band nach dem Weggang von Keyboarderin Yvonne Pawlett und Schlagzeuger Karl Burns stark verändert habe und im Wesentlichen auf die „frenetische“ Gitarrenarbeit von Scanlan und Riley sowie Smiths „kryptische“ Texte reduziert sei. Das Ergebnis sei ein vergleichsweise „primitiver“, stellenweise manischer Sound, der an die 1977er-Wurzeln der Band erinnere. Das Magazin wertete, The Fall würden mit Dragnet fortfahren, einen einzigartigen Stil zu pflegen, und seien neben Gang of Four eine der ganz wenigen Bands, die noch neuartige Musik produzierten.